# Leo IV
Leo IV (Lew IV) – karłowata galaktyka sferoidalna znajdująca się w konstelacji Lwa w odległości około 502 tys. lat świetlnych od Słońca. Galaktyka ta jest członkiem Grupy Lokalnej oraz satelitą Drogi Mlecznej. Galaktyka Leo IV została odkryta w 2006 roku. Jest ona powiązana mostem gwiezdnym z inną karłowatą galaktyką sferoidalną Leo V.
Obrazy galaktyki Leo IV wykonane za pomocą teleskopu Hubble’a wykazały, że zaczęła ona produkować swoje gwiazdy ponad 13 miliardów lat temu, po czym nagle i gwałtownie przerwała ten proces w ciągu pierwszego miliarda lat od Wielkiego Wybuchu.